# Задубрівська сільська рада (Заставнівський район)
Заду́брівська сільська́ ра́да — адміністративно-територіальна одиниця та орган місцевого самоврядування в Заставнівському районі Чернівецької області. Адміністративний центр — село Задубрівка.

## Загальні відомості
- Населення ради: 964 особи (станом на 2001 рік)

## Населені пункти
Сільській раді були підпорядковані населені пункти:
- с. Задубрівка

## Склад ради
Рада складалася з 16 депутатів та голови.
- Голова ради: Гаврилюк Василь Олексійович
- Секретар ради: Данилюк Одарка Василівна

### Керівний склад попередніх скликань
| Прізвище, ім'я, по батькові | Основні відомості                                   | Дата обрання | Дата звільнення |
| --------------------------- | --------------------------------------------------- | ------------ | --------------- |
| Гаврилюк Василь Олексійович | Сільський голова, 1954 року народження, освіта вища | 26.03.2006   | 31.10.2010      |
| Гаврилюк Василь Олексійович | Сільський голова, 1954 року народження, освіта вища | 31.10.2010   |                 |

Примітка: таблиця складена за даними сайту Верховної Ради України

### Депутати
За результатами місцевих виборів 2010 року депутатами ради стали:

#### За суб'єктами висування
| Суб'єкт висування                                       | Кількість обраних депутатів | %    |
| ------------------------------------------------------- | --------------------------- | ---- |
| Самовисування                                           | 11                          | 68,8 |
| Політична партія Всеукраїнське об'єднання «Батьківщина» | 5                           | 31,3 |

#### За округами
| № округу                                                | Прізвище, ім'я, по батькові   | Дата визнання обраним | Освіта             | Партійна приналежність                        | Відомості про обраного депутата                                                   |
| ------------------------------------------------------- | ----------------------------- | --------------------- | ------------------ | --------------------------------------------- | --------------------------------------------------------------------------------- |
| Політична партія Всеукраїнське об'єднання «Батьківщина» |                               |                       |                    |                                               |                                                                                   |
| 2                                                       | Ісопенко Олександр Григорович | 01.11.2010            | вища               | позапартійний                                 | МТК « Калинівський ринок», охоронник                                              |
| 4                                                       | Руснак Микола Іванович        | 01.11.2010            | середня            | позапартійний                                 | приватний підприємець                                                             |
| 6                                                       | Лещук Анатолій Манолійович    | 01.11.2010            | середня            | член Всеукраїнського об'єднання «Батьківщина» | тимчасово не працює                                                               |
| 9                                                       | Андрійчук Сергій Степанович   | 01.11.2010            | середня            | позапартійний                                 | Чернівецький механічний завод, охоронник                                          |
| 13                                                      | Ткачук Василь Ілліч           | 01.11.2010            | середня            | позапартійний                                 | приватний підприємець                                                             |
| Самовисування                                           |                               |                       |                    |                                               |                                                                                   |
| 1                                                       | Гончирюк Мар'яна Василівна    | 01.11.2010            | середня            | позапартійна                                  | тимчасово не працює                                                               |
| 3                                                       | Кройтор Павло Васильович      | 01.11.2010            | вища               | позапартійний                                 | тимчасово не працює                                                               |
| 5                                                       | Кокіс Ганна Миколаївна        | 01.11.2010            | вища               | позапартійна                                  | Задубрівський навчально-виховний комплекс, вчитель математики                     |
| 7                                                       | Петрюк Дмитро Ілліч           | 01.11.2010            | середня            | позапартійний                                 | тимчасово не працює                                                               |
| 8                                                       | Хащук Одарка Іванівна         | 01.11.2010            | вища               | позапартійна                                  | Задубрівська сільська рада, головний бухгалтер                                    |
| 10                                                      | Литвинюк Микола Іванович      | 01.11.2010            | середня            | позапартійний                                 | пенсіонер                                                                         |
| 11                                                      | Карпюк Одарка Степанівна      | 01.11.2010            | вища               | позапартійна                                  | Задубрівська сільська рада, спеціаліст ІІ категорії                               |
| 12                                                      | Данилюк Одарка Василівна      | 01.11.2010            | середня            | позапартійна                                  | Задубрівська сільська рада, секретар сільської ради                               |
| 14                                                      | Каптій Роман Степанович       | 01.11.2010            | середня            | позапартійний                                 | приватний підприємець                                                             |
| 15                                                      | Хащіюк Наталія М              | 01.11.2010            | вища               | позапартійна                                  | Задубрівський навчально-виховний комплекс, вчитель української мови та літератури |
| 16                                                      | Безбородько Тетяна Орестівна  | 01.11.2010            | середня спеціальна | позапартійна                                  | Горішньошеровецька амбулаторія, медсестра                                         |

## Населення
За переписом населення України 2001 року в сільській раді мешкали 963 особи.

### Мова
Розподіл населення за рідною мовою за даними перепису 2001 року:
| Мова       | Відсоток |
| ---------- | -------- |
| українська | 97,93 %  |
| молдовська | 0,83 %   |
| російська  | 0,83 %   |
| білоруська | 0,10 %   |
| вірменська | 0,10 %   |
| польська   | 0,10 %   |
| румунська  | 0,10 %   |